# فريديريك بيسي
فريديريك بيسي (بالفرنسية: Frédéric Bessy)‏ ولد بتاريخ 9 يناير 1972 في فرنسا، هو دراج فرنسي سابق في صنف سباق الدراجات على الطريق.

## وصلات خارجية
- الموقع%20الرسمي

## روابط خارجية
- فريديريك بيسي على موقع الاتحاد الدولي للدراجات (الإنجليزية)
- فريديريك بيسي على موقع أرشيف الدراجات (الإنجليزية)
- فريديريك بيسي على موقع إحصائيات الدراجات الإحترافية (الإنجليزية)
- فريديريك بيسي على موقع نسبة الدراجات (الإنجليزية)